# Hugo Relander
Hugo Magnus Johannes Relander (né le 8 avril 1865 à Viipuri – mort le 27 mars 1947 à Helsinki) est un  mathématicien et Ministre des Finances finlandais.